# Maigret e il capellone imprudente

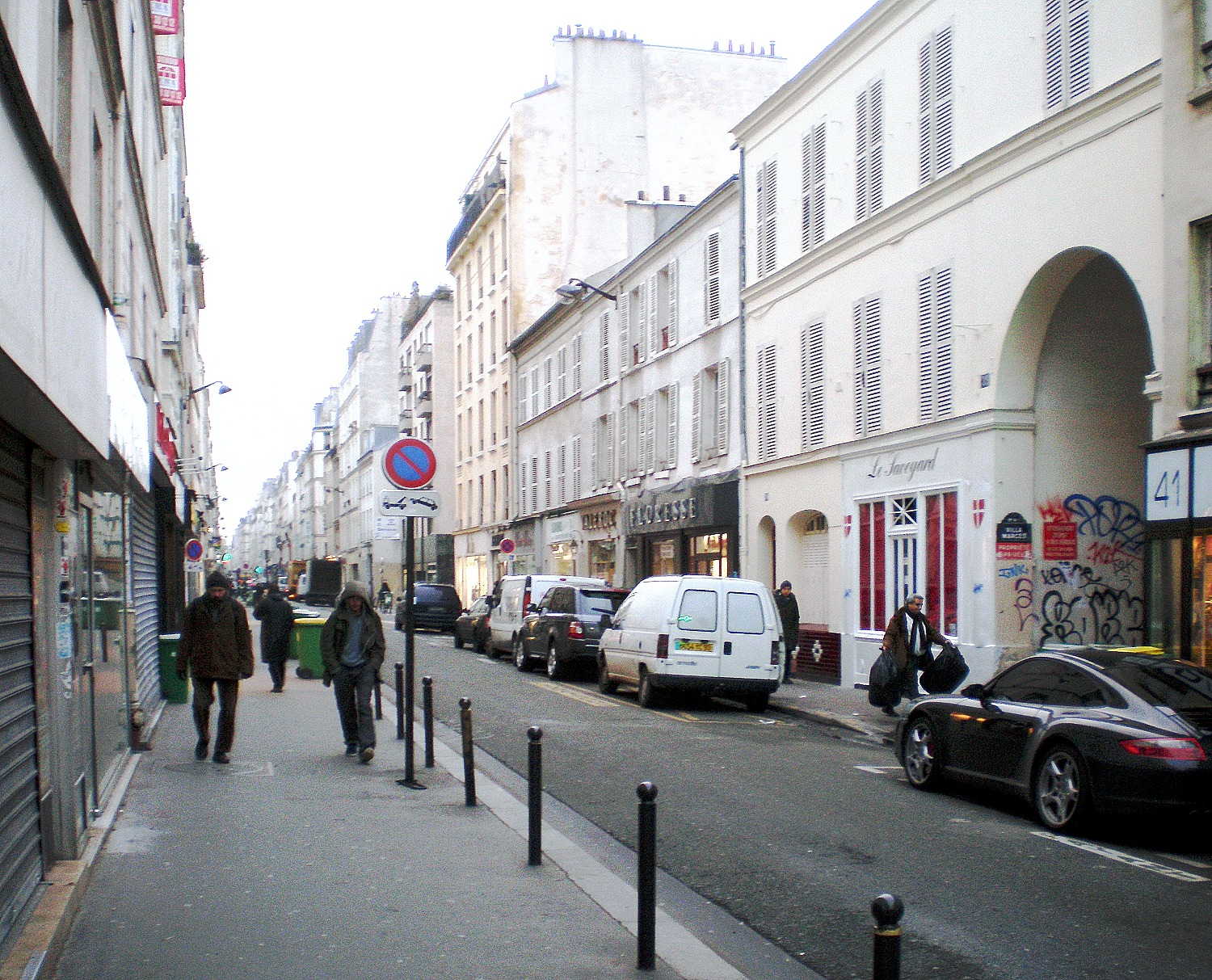
Parigi, Rue Popincourt

Maigret e il capellone imprudente (titolo originale francese Maigret et le tueur, in italiano tradotto anche come Maigret e l'omicida di rue Popincourt) è un romanzo di Georges Simenon con protagonista il commissario Maigret.
Il romanzo è stato scritto dal 15 al 21 aprile 1969 a Epalinges in Svizzera e pubblicato per la prima volta il 30 ottobre dello stesso anno in Francia presso l'editore Presses de la Cité.
È il settantesimo romanzo dedicato al celebre commissario.

## Trama
Antoine Batille, studente universitario e figlio di un noto industriale parigino, viene aggredito all'uscita di un caffè in via rue Popincourt, vicino al quartiere della Bastiglia, e ucciso con sette coltellate inferte con grande violenza.
Incaricato delle indagini, Maigret viene a sapere dalla sorella che Antoine coltivava la strana abitudine di frequentare locali pubblici malfamati, portando con sé un magnetofono per registrare brandelli di conversazioni tra sconosciuti, allo scopo di ottenere materiale per un suo studio sulla psicologia umana.
L'ascolto dell'ultimo nastro registrato mette la polizia sulle tracce di una banda specializzata in furti di quadri, i cui componenti vengono presto arrestati.
Il caso parrebbe risolto felicemente, ma il fatto che l'assassino o gli assassini non abbiano pensato a far sparire il nastro dal magnetofono, lascia Maigret dubbioso sulla colpevolezza dei ladri.

## Edizioni
Il romanzo è stato pubblicato per la prima volta presso l'editore Presses de la Cité nel 1969.
In Italia è apparso per la prima volta nel 1970, tradotto da Elena Cantini e pubblicato da Mondadori nella collana "Oscar" n° 255. Sempre per lo stesso editore è stato ripubblicato in altre collane o raccolte tra gli anni settanta e novanta. Nel 2011 il romanzo è stato pubblicato presso Adelphi, tradotto da Annamaria Carenzi Vailly, con il titolo Maigret e l'omicida di rue Popincourt, nella collana dedicata al commissario (parte de "gli Adelphi", al n° 397).

## Film e televisione
Un solo adattamento del romanzo è stato fatto per la televisione:
- Episodio dal titolo Maigret et le tueur, facente parte della serie televisiva Les enquêtes du commissaire Maigret per la regia di Marcel Cravenne, trasmesso per la prima volta su Antenne 2 il 4 novembre 1978, con Jean Richard nel ruolo del commissario Maigret.